# Biegun animalny
Biegun animalny – część zwierzęcej komórki jajowej, w której położone jest jądro komórkowe, a cytoplazma jest uboga w substancje odżywcze (brak żółtka). Biegun animalny występuje w jajach typu telolecytalnego lub mezolecytalnego. Na nim rozpoczyna się bruzdkowanie. Po jego przeciwnej stronie leży biegun wegetatywny.